# 小行星1197
小行星1197（1197 Rhodesia）是一颗围绕太阳公转的小行星。1931年6月9日，西里爾·傑克遜在约翰内斯堡发现了此天体。
該小行星以羅德西亞命名。
这颗小行星的绝对星等为276.81355等。